# Tetuán
Tetuán (en árabe: تطوان‎, en lenguas bereberes: ⵜⵉⵟⵟⴰⵡⵉⵏ, romanizado: tiṭṭawin), en ocasiones conocida con el sobrenombre de «La paloma blanca», es una ciudad del norte de Marruecos, ubicada en las proximidades del mar Mediterráneo, cerca de Tánger y de la ciudad española de Ceuta. Cuenta con alrededor de 380 787 habitantes, según el censo de 2014. Antigua capital del protectorado español de Marruecos, en la actualidad es residencia veraniega del monarca Mohamed VI. Es la ciudad de Marruecos con más rasgos andalusíes.

## Clima
Tetuán tiene un clima mediterráneo con una escasa amplitud térmica anual.
| Parámetros climáticos promedio de Tetuán, Marruecos | Parámetros climáticos promedio de Tetuán, Marruecos | Parámetros climáticos promedio de Tetuán, Marruecos | Parámetros climáticos promedio de Tetuán, Marruecos | Parámetros climáticos promedio de Tetuán, Marruecos | Parámetros climáticos promedio de Tetuán, Marruecos | Parámetros climáticos promedio de Tetuán, Marruecos | Parámetros climáticos promedio de Tetuán, Marruecos | Parámetros climáticos promedio de Tetuán, Marruecos | Parámetros climáticos promedio de Tetuán, Marruecos | Parámetros climáticos promedio de Tetuán, Marruecos | Parámetros climáticos promedio de Tetuán, Marruecos | Parámetros climáticos promedio de Tetuán, Marruecos | Parámetros climáticos promedio de Tetuán, Marruecos |
| Mes                                                 | Ene.                                                | Feb.                                                | Mar.                                                | Abr.                                                | May.                                                | Jun.                                                | Jul.                                                | Ago.                                                | Sep.                                                | Oct.                                                | Nov.                                                | Dic.                                                | Anual                                               |
| --------------------------------------------------- | --------------------------------------------------- | --------------------------------------------------- | --------------------------------------------------- | --------------------------------------------------- | --------------------------------------------------- | --------------------------------------------------- | --------------------------------------------------- | --------------------------------------------------- | --------------------------------------------------- | --------------------------------------------------- | --------------------------------------------------- | --------------------------------------------------- | --------------------------------------------------- |
| Temp. máx. media (°C)                               | 17.4                                                | 17.9                                                | 19.0                                                | 20.9                                                | 23.1                                                | 27.7                                                | 30.5                                                | 30.5                                                | 27.6                                                | 24.3                                                | 20.4                                                | 18.1                                                | 23.1                                                |
| Temp. mín. media (°C)                               | 9.6                                                 | 10.0                                                | 11.5                                                | 13.1                                                | 15.3                                                | 18.8                                                | 20.9                                                | 21.4                                                | 19.7                                                | 16.8                                                | 12.7                                                | 10.4                                                | 15                                                  |
| Lluvias (mm)                                        | 81.3                                                | 79.7                                                | 71.8                                                | 67.5                                                | 30.2                                                | 4.1                                                 | 1.2                                                 | 3.7                                                 | 31.4                                                | 85.1                                                | 98.9                                                | 94.6                                                | 649.5                                               |
| Días de lluvias (≥ 1 mm)                            | 9.1                                                 | 9.6                                                 | 9.0                                                 | 9.0                                                 | 6.3                                                 | 1.5                                                 | 0.7                                                 | 1.7                                                 | 4.6                                                 | 9.2                                                 | 10.4                                                | 9.2                                                 | 80.3                                                |
| Fuente: BBC Weather (records)                       |                                                     |                                                     |                                                     |                                                     |                                                     |                                                     |                                                     |                                                     |                                                     |                                                     |                                                     |                                                     |                                                     |

## Historia

### Edad Antigua
La presencia humana en la región de Tetuán data del 5000 a. C., como lo prueban las industrias ibero-mauritanas encontradas en la gruta de Taht El Ghar, al sur de la ciudad, y en El Ghar Lakhal, cerca de Ceuta.
La ciudad existía ya desde el siglo III a. C. Hay vestigios de épocas fenicia y romana provenientes de la antigua ciudad de Tamuda. El estudio de este asentamiento está dentro del programa de Proyectos Arqueológicos en el Exterior del Ministerio de Cultura de España. Los fenicios establecieron un emporio en la desembocadura del Oued Martil.

### Edad Media
La primera mención a la ciudad se debe al geógrafo andalusí Abou Oubayd Al Bakri en el siglo XI, las siguientes provienen de fuentes almohades del siglo XII.
Hacia 1305, el meriní Abu Tábit, estableció una ciudad fortificada sobre una población bereber existente sobre todo para servir de retaguardia para el ataque a la colonia portuguesa de Ceuta. En 1399 fue atacada por Enrique III el Doliente de Castilla para proteger sus barcos de los piratas y corsarios que habían hecho de ella su refugio. En 1437 tropas de Portugal arrasan la ciudad.
A partir de la ocupación de Ceuta por los portugueses en 1415, principal ciudad del norte del reino de Fez, se aceleró el desarrollo de Tetuán, base estratégica como punto de partida para las expediciones militares contra los ocupantes y como puerto principal abierto al mar Mediterráneo.
En 1483-1484 llegan los primeros refugiados andalusíes, provenientes de la fortaleza de Píñar, bajo el mando del capitán y alcalde granadino Sidi Al-Mandari o Mandri. Se reconstruyó y fortificó la ciudad y se inició un periodo de gran esplendor. La ciudad se convirtió también en refugio de judíos sefardíes expulsados de España. De esta época procede el núcleo de la ciudad vieja, el barrio al que los lugareños llaman bled, es decir, «el pueblo» por excelencia. Sidi Mandri es uno de los gobernantes más famosos de Tetuán, que fue asistido en el gobierno y sucedido tras su muerte por su esposa, Zaida Aljorra o Sayyida al-Hurra («la Señora Libre»), poderosa mujer de orígenes andalusíes que llegaría a casarse con el sultán de Marruecos.
Según el historiador Skirej (1483), 80 moriscos llegados de Granada comenzaron a construir casas en la parte denominada Al Balad, pero eran hostigados por la tribu de los Beni Hozmar, que reivindicaban la propiedad del sitio. Al ser informado de sus quejas, el sultán Mohammad Ach-Chaikh Al Wattassi les prestó 40000 mithqal y envió a 40 guardias de Fez y otros 40 del Rif para protegerlos. Escribió al gobernador de Chauen, Moulay Ali Ben Moussa Ben Rached El Alami, para solicitarle que enviara a una persona competente para que construyera una muralla defensiva. Mohammed ben Ali Al Mandari, un comandante de origen andalusí unió la ciudad, de la que fue gobernador y arquitecto. Es considerado como el verdadero fundador.

### Edad Moderna
El siglo XVI se caracteriza por una serie de luchas internas por el poder (Sayyida al-Hurra fue víctima de una de ellas). En los inicios del siglo siguiente, Tetuán será uno de los principales destinos del exilio de los moriscos (últimos musulmanes españoles, expulsados por Felipe III de España). Los moriscos fundan un gran barrio al norte del Bled, conocido como Al-Ayun («las fuentes»), donde hasta la actualidad se conservan numerosas reminiscencias del castellano hablado por aquellos exiliados: la popular calle Tranqat («de las trancas») o la mezquita y escuela Luqash (Lucas) son dos ejemplos bien conocidos, además de numerosos apellidos castellanos arabizados en familias tetuaníes.

### Edad Contemporánea

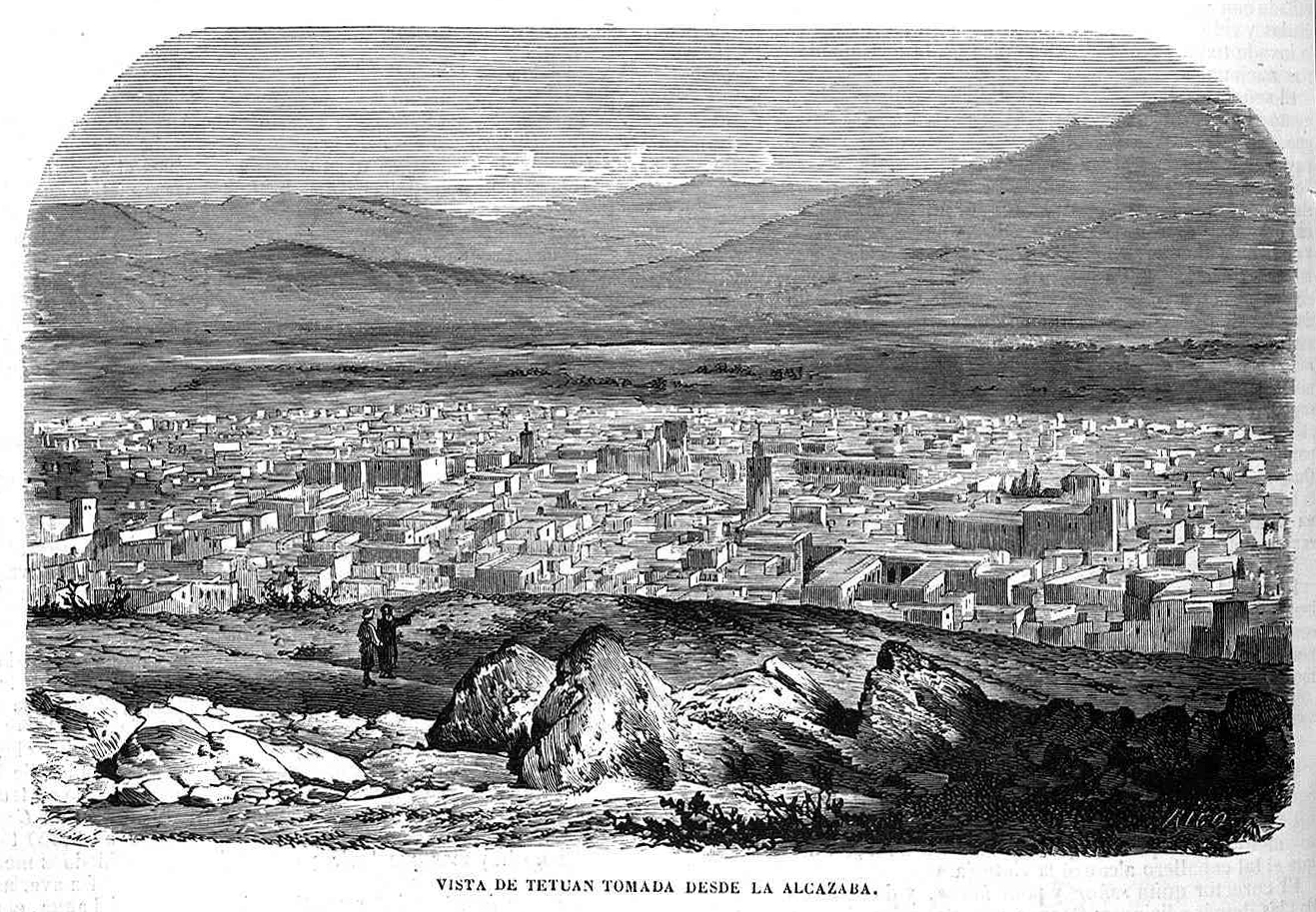
Vista de Tetuán desde la alcazaba (El Museo Universal, 1865)

#### Presencia española 1860-1862: guerra de Marruecos
A consecuencia de la guerra de África iniciada en 1859, el 6 de febrero de 1860, el general español Leopoldo O'Donnell que comandaba las tropas de la reina Isabel II derrotó a las tropas del sultán Mohammed IV y conquistó la ciudad. En 1862 la ciudad fue devuelta a Marruecos.

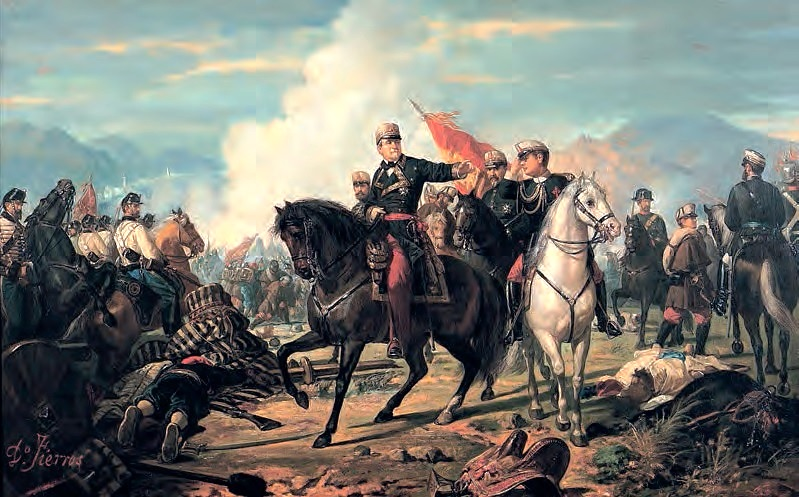
La Batalla de Tetuán (1894), de Dionisio Fierros.

En Tetuán, como consecuencia de esta actividad bélica, tuvieron lugar los primeros contactos entre españoles y descendientes de españoles expulsados, después de cuatro siglos de aislamiento, sobre todo con la numerosa colonia judía sefardí, que hablaba aún una variedad de idioma español, el judeoespañol, también llamado en Marruecos haketía. Buena parte de la población musulmana de la ciudad era, por su parte, de origen peninsular, y conservaba viva la noción de su procedencia.

#### Protectorado español de Marruecos (1913-1956)
Tetuán fue ocupado por los españoles el 19 de febrero de 1913. Entre 1913 y 1956, Tetuán fue la capital del protectorado español de Marruecos.

Pocos días después de la ocupación, efectuase en el edificio del consulado español, en donde se halla instalado el general Alfau, una solemne reunión de moros a la que asistió el bajá con 200 notables lujosamente vestidos y que iban expresamente a felicitarles y asometerse (…)
La Ilustración Artística, 10 de marzo de 1913

En este periodo se convierte en una ciudad moderna, experimentado un gran desarrollo económico y cultural al desarrollarse en Ensanche de Tetuán (1913-1956) de unas treinta hectáreas de extensión junto a la Medina para acoger a la población militar y civil española. El proyecto del Ensanche se debe al arquitecto Carlos Ovilo Castelo y su Plan de Ordenación (1943) al arquitecto Pedro Muguruza, y en él se encontraban los principales edificios de Tetuán como el Ayuntamiento, Juzgados, o centros educativos, en estilos historicista y neoherreriano, regionalista (neomudéjar), art decó y modernista. La influencia del protectorado ha seguido siendo importante incluso después de la independencia del país. De este periodo data la construcción el aeropuerto Sania Ramel (1913),  Ateneo Científico y Literario Musulmán (1916), Pasaje Benarroch (obra de Gómez Lezcura), el centro educativo de la Compañía de María, actualmente Instituto Español Nuestra Señora del Pilar, (1914), Delegación de Asuntos Indígenas, actual Escuela de Enfermería, obra de Juan Talavera y Heredia, el Casino Español (1920), Centro Médico, Archivo de la Delegación de Cultura (actual oficina de Turismo), el Mercado obra de Casto Fernández-Shaw, el periódico La Gaceta de África (1930) con firmas como la de Rodolfo Gil Benumeya o Ruiz Orsatti, y el ferrocarril Ceuta-Tetuán (1918). Se puede señalar además la pionera Escuela Ahlía (1925), la primera escuela árabe islámica de enseñanza moderna del norte de Marruecos para la élite nacionalista marroquí.  

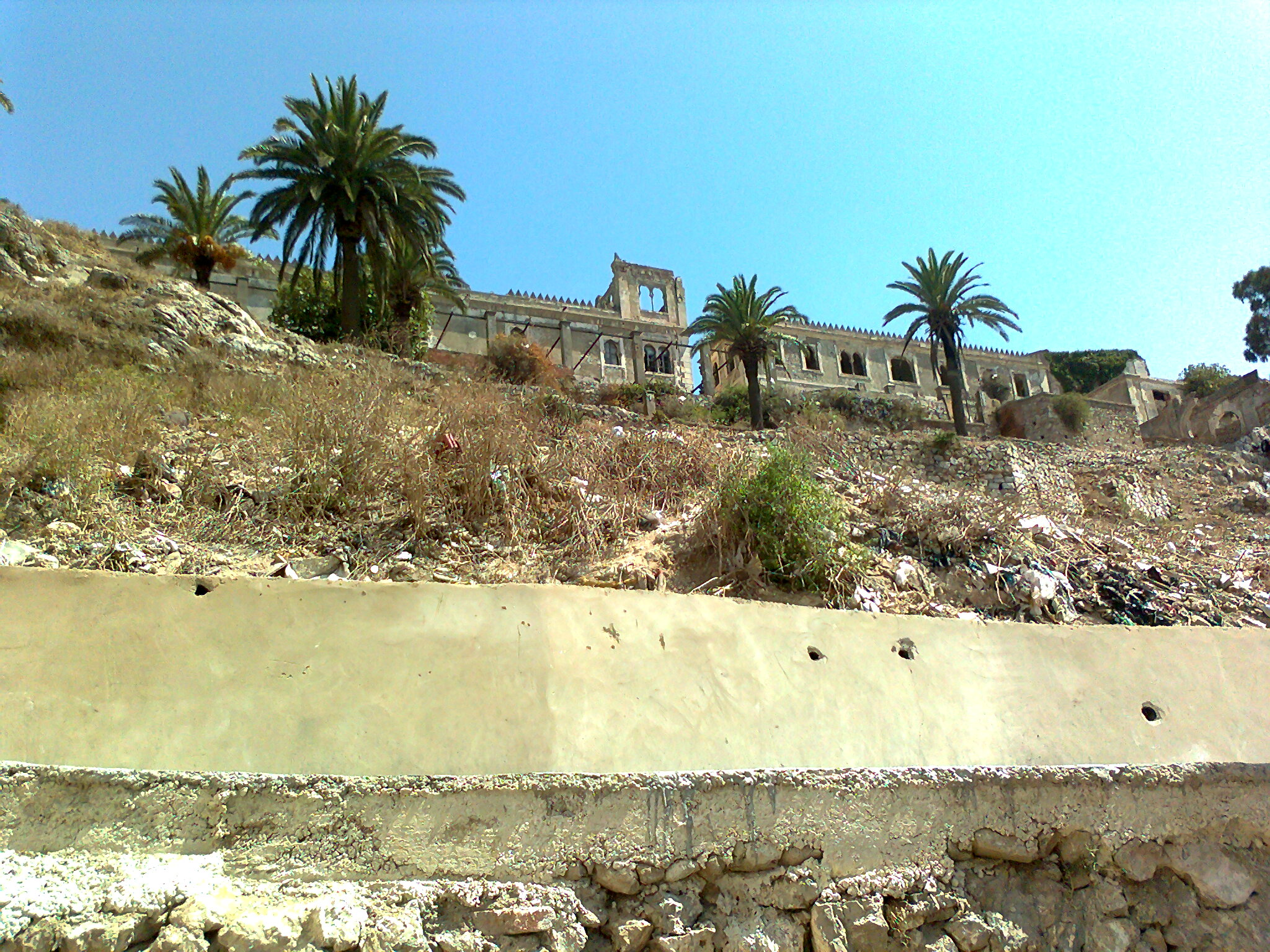
Estado actual de abandono del cuartel de Regulares de Tetuán. Fachada con arcos de herradura geminados de estilo neomudéjar.

Tetuán llegó a contar con hasta seis grandes acuartelamientos, entre los que se encontraban en la propia ciudad como los que se encontraban en los alrededores, como el Cuartel de Infantería Gómez Jordana (1915), actualmente cuarteles R´kaina, el cuartel de Regulares Tetuán nº1 conocido popularmente como La Alcazaba, o los cuarteles Sanjurjo, actualmente colegio español Jacinto Benavente.
Durante la guerra del Rif Tetuán, como sede del Alto Comisario de Marruecos, recibe el tránsito permanente de militares, miembros de la Administración, responsables de diversas entidades y corresponsales de guerra. En cuanto a las acciones bélicas propiamente dichas, en diciembre de 1921 se fijó una línea ofensiva para aislar a las cabilas entre Yebala y el Lucus y en enero de 1922 partieron sendas columnas desde Tetuán y Ceuta mandadas por Alberto Castro Girona y Marzo Balaguer para asegurar la zona entre el río Lucus y Chauen. Además, en  junio de 1922 se produjeron nuevas acciones bélicas desde Tetuán, mandadas por Serrano Orive, para dejar aislado a Al Raisuni. En 1923 se produjeron tiroteos en la propia Tetuán. En 1924 la ciudad se convierte en la octava en población de Marruecos, por detrás de Rabat y Mazagán y en agosto los rebeldes se encuentran en la vecina Chauen, próximos a la ciudad. 

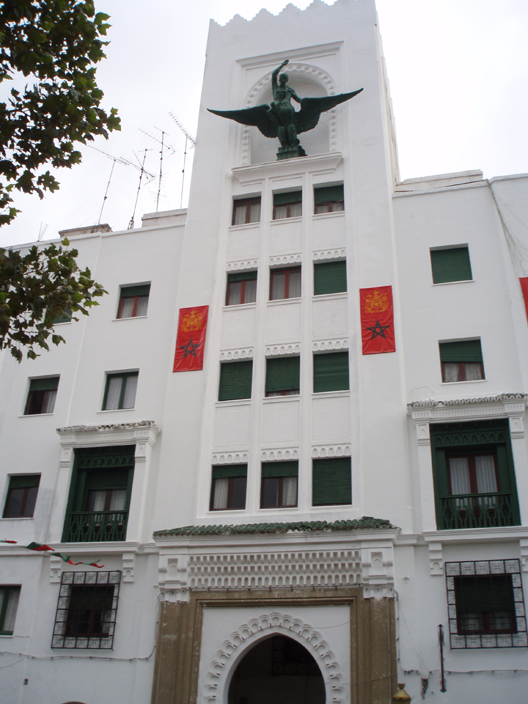
Edificio de la compañía de seguros española La Unión y El Fénix (1948)

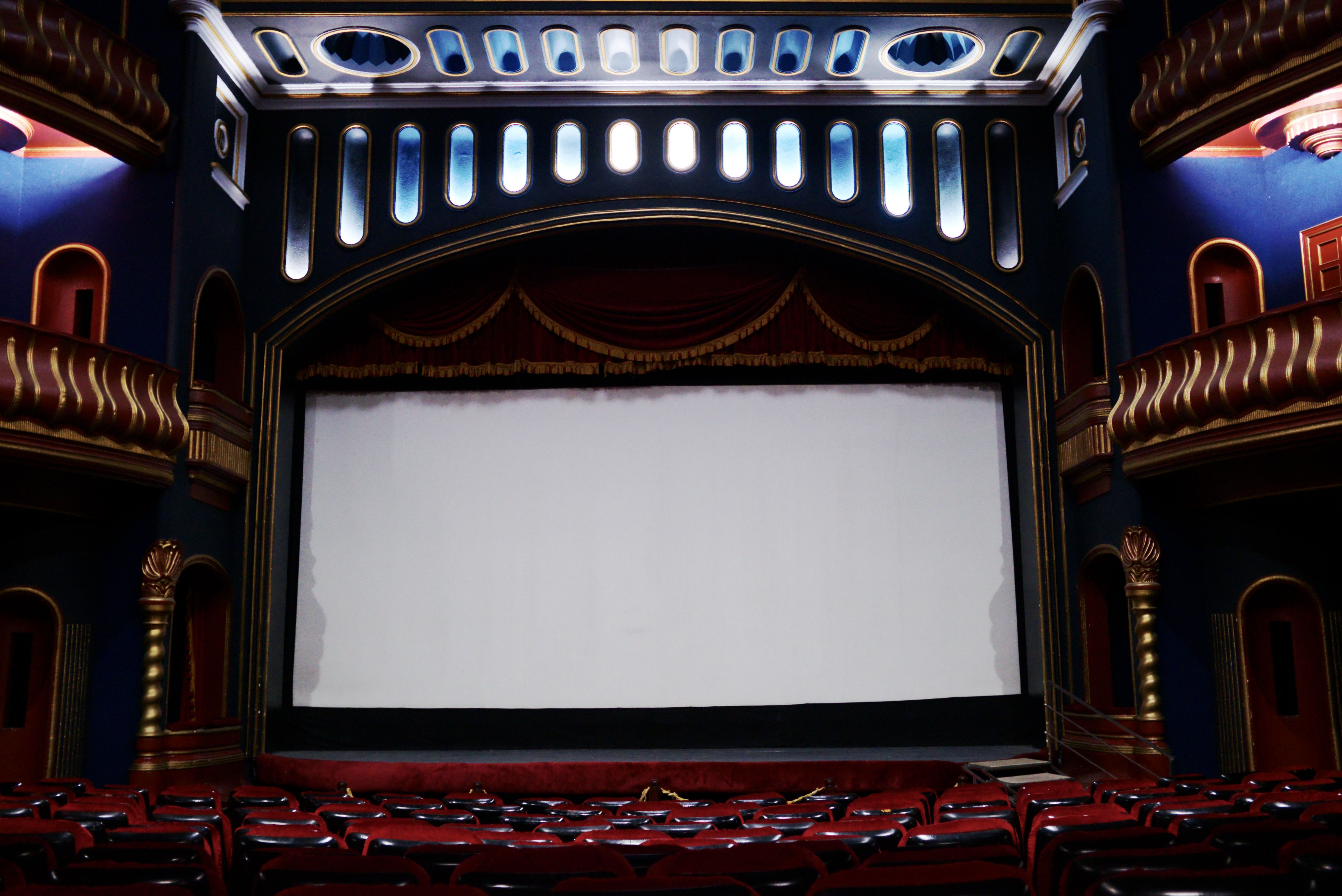
Teatro Español de Tetuán, decoración de Mariano Bertuchi (1923)

En 1913, en cumplimiento del dahir del jalifa Muley el Mehdi Ben Ismail, se realiza el censo de población y estadística de viviendas, resultando una población de 18 533 habitantes, de los cuales practicaban la religión musulmana 11 623, la hebrea 4250 y la católica 3006.
| Barrio            | Población | Musulmanes | Hebreos | Católicos | Protestantes | Otros |
| ----------------- | --------- | ---------- | ------- | --------- | ------------ | ----- |
| El Bled           | 4 435     | 4 154      | 0       | 278       | 3            | 0     |
| El Rabat Es-Sefli | 3 878     | 3 032      | 40      | 802       | 1            | 3     |
| El Trancats       | 2 201     | 1 775      | 18      | 407       | 1            | 0     |
| El Aiun           | 2 707     | 2 252      | 0       | 455       | 0            | 0     |
| El Mel-lah        | 4 799     | 2          | 4186    | 605       | 3            | 3     |
| Extramuros        | 513       | 48         | 6       | 459       | 0            | 0     |
| Totales           | 18 533    | 11 623     | 4 250   | 3 006     | 8            | 6     |

Debe agregarse a estas cifras el número de soldados del Tabor y de la Guardia de SAI el Jalifa, cuyos datos han sido tachados en las hojas de sus familias para evitar las duplicaciones, pero que son vecinos de Tetuán.
Durante la noche de la sublevación militar de Melilla del 17 de julio de 1936, el coronel Eduardo Sáenz de Buruaga se hizo con el control de la ciudad, la Alta Comisaría y el estratégico aeródromo de Sania Ramel con un Tabor de Regulares y fuerzas de la Legión. En la tarde del 18 de julio de 1936, al comienzo de la guerra civil española, un Fokker republicano mandado desde Tablada (Sevilla)  bombardeó Tetuán. Causó dieciocho muertos y daños a viviendas y mezquitas al bombardear la Alta Comisaría. En el barrio moro, se desató un alzamiento popular ante los escombros de las casas y las mezquitas, donde se extrajeron además de los muertos más de 40 heridos. La multitud se dirigió hacia la Alta Comisaría. La revuelta era imparable, por lo que el alto comisario Juan Luis Beigbeder acudió a su amigo el visir Sidi Ahmed el Ganmia, quien ―montado en su caballo pese a su avanzada edad― se adentró entre las masas e invocando el nombre de Alá las apaciguó. La acción por la el visir evitó la venganza popular fue inmediatamente recompensada con la primera concesión de la Gran Cruz Laureada de San Fernando.
Entre las inversiones públicas privadas realizadas bajo la administración española se encuentran, entre otros, el Estadio Varela, actual Sania Ramel (1928), estación de autobuses (Alfonso Sierra Ochoa, arquitecto municipal de 1948 a 1956, y José María Bustinduy), Torre del Archivo (Manuel de la Torre), Escuela de Artes y Oficios (1930) a cargo de Mariano Bertuchi, el parque Cajigas (1935), edificio La Equitativa (1945), Instituto Rabínico Maimónides (1946), sucursal del Banco de España (1943 y 1950), el trolebús Tetuán-Río Martín (1950), Escuela Politécnica de Tetuán (1942), Instituto Franco de Investigación Hispano Árabe (1940), Instituto Religioso Superior de Tetuán (1944), cine Victoria (1948) y cine Almanzor (1951), o el edificio Unión y El Fénix (1948).

#### Desde la independencia de Marruecos (1956) a la actualidad

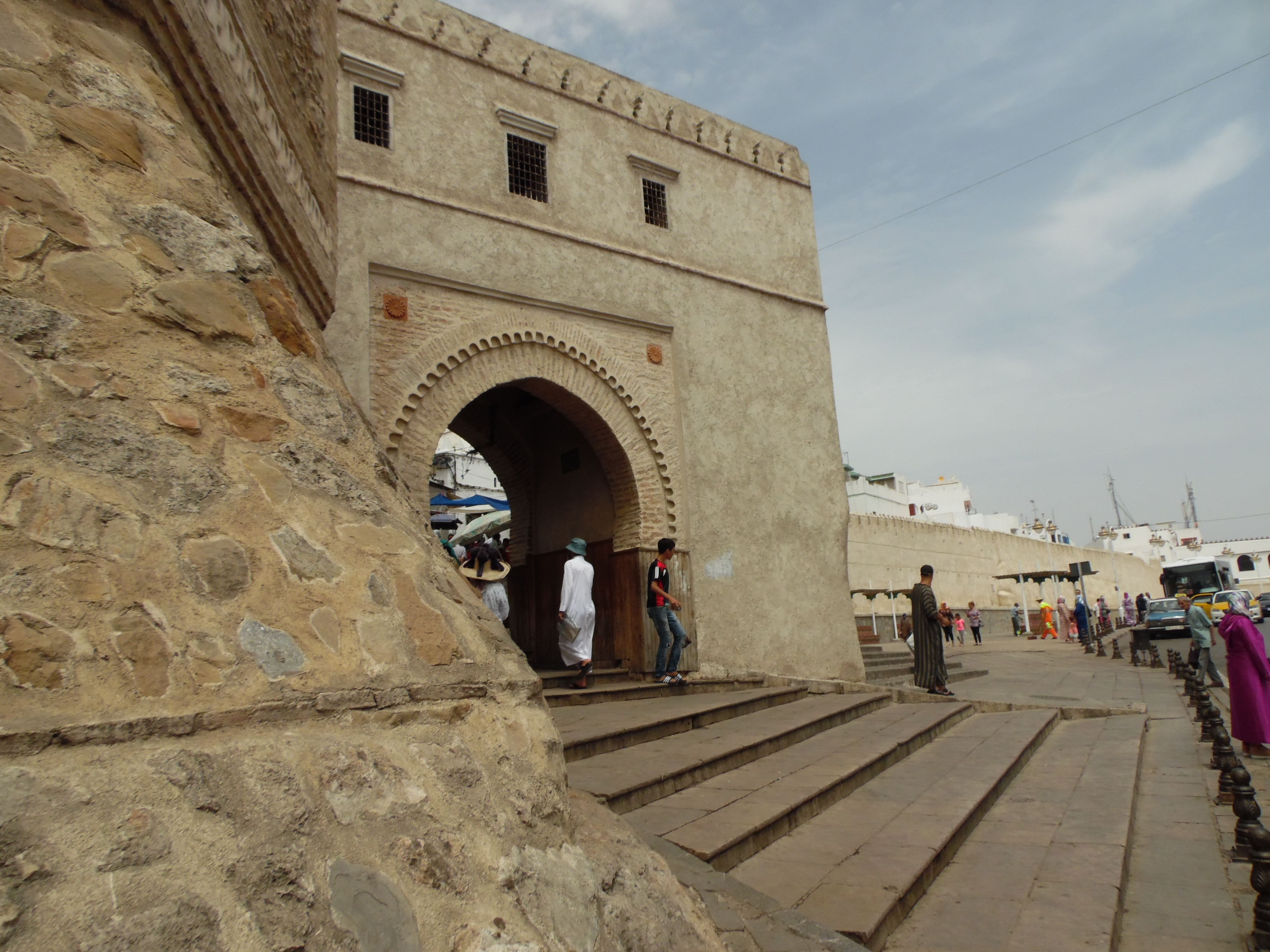
Bab El Ucla

Muchos habitantes han conservado el castellano como segunda lengua, lo que se refleja en los rótulos de numerosas calles y comercios. El gobierno marroquí, sin embargo, ha visto esta diferencia respecto al resto del país (donde la segunda lengua es el francés) como un posible aliciente para las reivindicaciones autonomistas que siempre ha tenido el norte de Marruecos, por lo que ha hecho lo posible por erradicar el uso del castellano en la zona. En la actualidad, el idioma español es poco utilizado entre las personas jóvenes, algo más entre las de mediana edad y mucho entre las mayores. En ello influye también la afluencia de inmigrantes procedentes de otros lugares de Marruecos. Cabe también señalar la existencia de varios centros de enseñanza españoles en dicha ciudad: el colegio español Jacinto Benavente (de enseñanza primaria), el Instituto Español Nuestra Señora del Pilar (de enseñanza secundaria) y el Instituto Español Juan de la Cierva (de formación profesional).

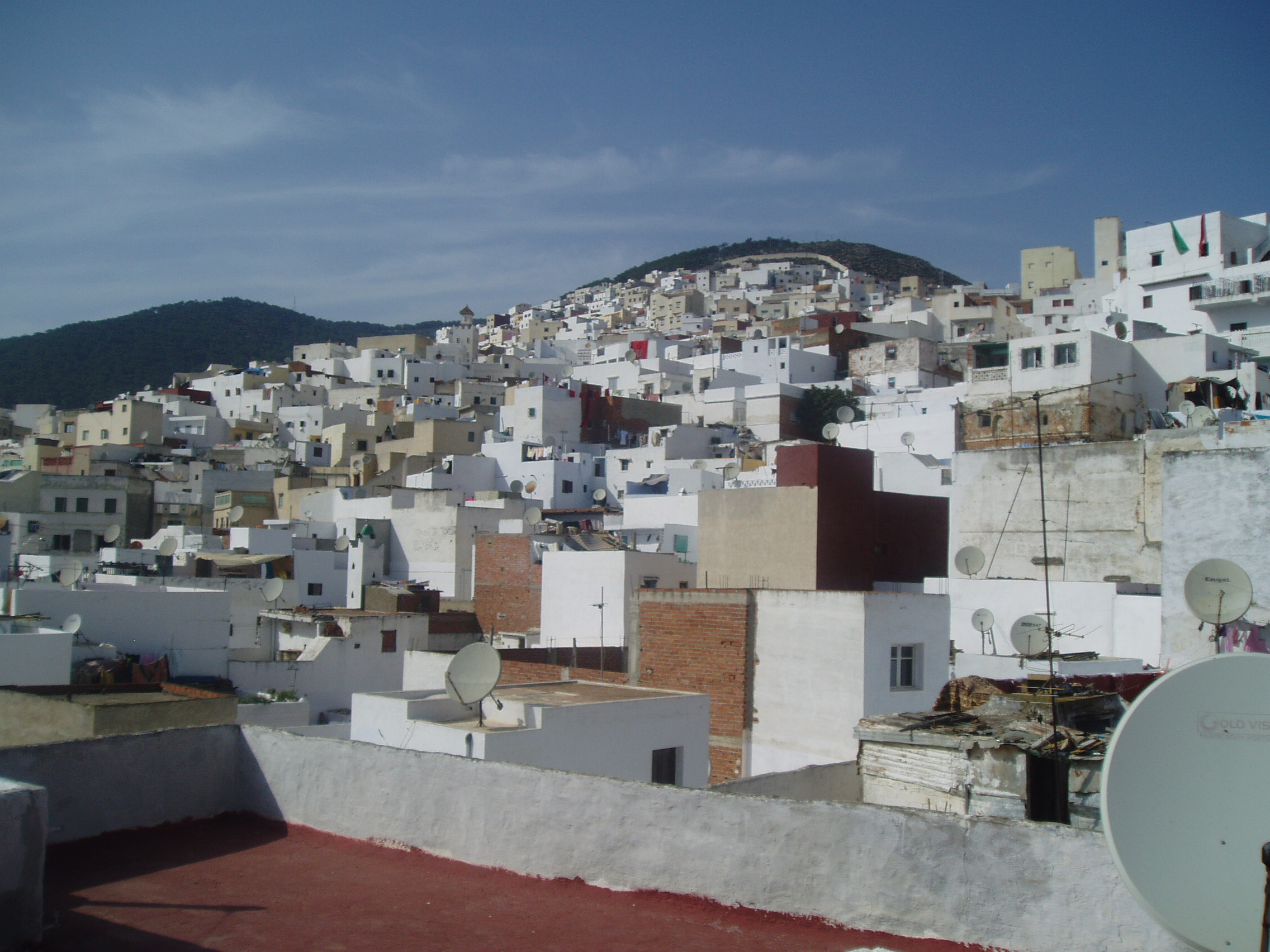
Tetuán desde un tejado

Tetuán y la provincia de la que es capital se vieron sometidas durante el reinado de Hasán II (1961-1999) a un boicot económico declarado, en castigo por las reivindicaciones autonomistas. En 1958 se cerró el ferrocarril Ceuta-Tetuán. Hubo escasas inversiones privadas y muy pocas estatales en el mantenimiento de la ciudad, que el monarca nunca visitó oficialmente. A mediados de los años ochenta Hassan II pareció perdonar a los tetuaníes, y anunció su intención de acudir a la ciudad. Para ello, dio órdenes de que se le habilitara un palacio similar al que poseía en otras ciudades marroquíes. El palacio se hizo desalojando la vieja sede de la Alta Comisaría española y entonces consulado general de España. Frente al palacio se abrió una gran explanada, arrasando la plaza del Feddán ―histórico centro de reunión y lugar emblemático de la ciudad―, hecho en el que muchos tetuaníes vieron una manifestación de poder habitual del desaparecido rey.

## Monumentos y lugares de interés

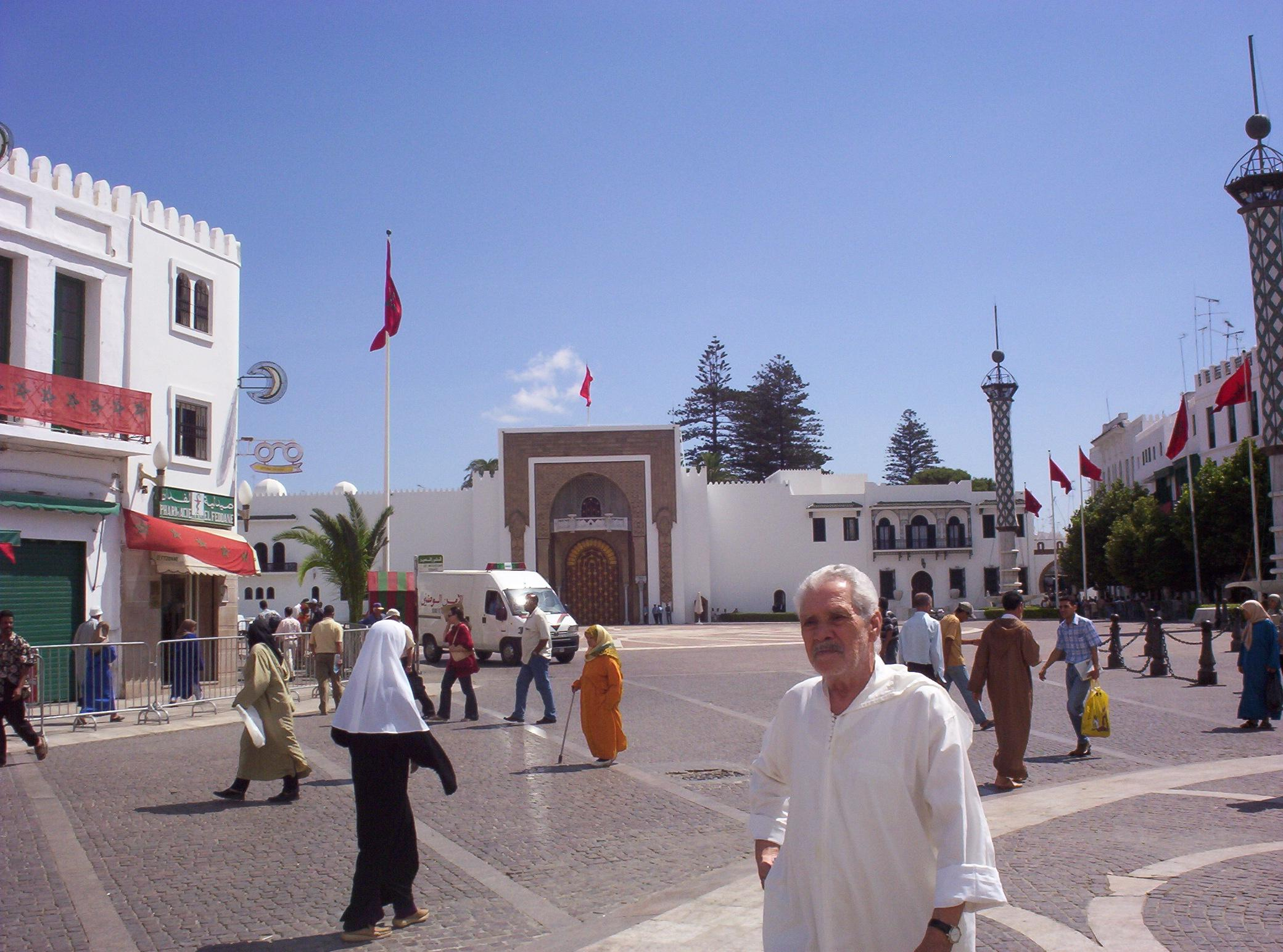
La explanada del palacio real y el palacio al fondo.

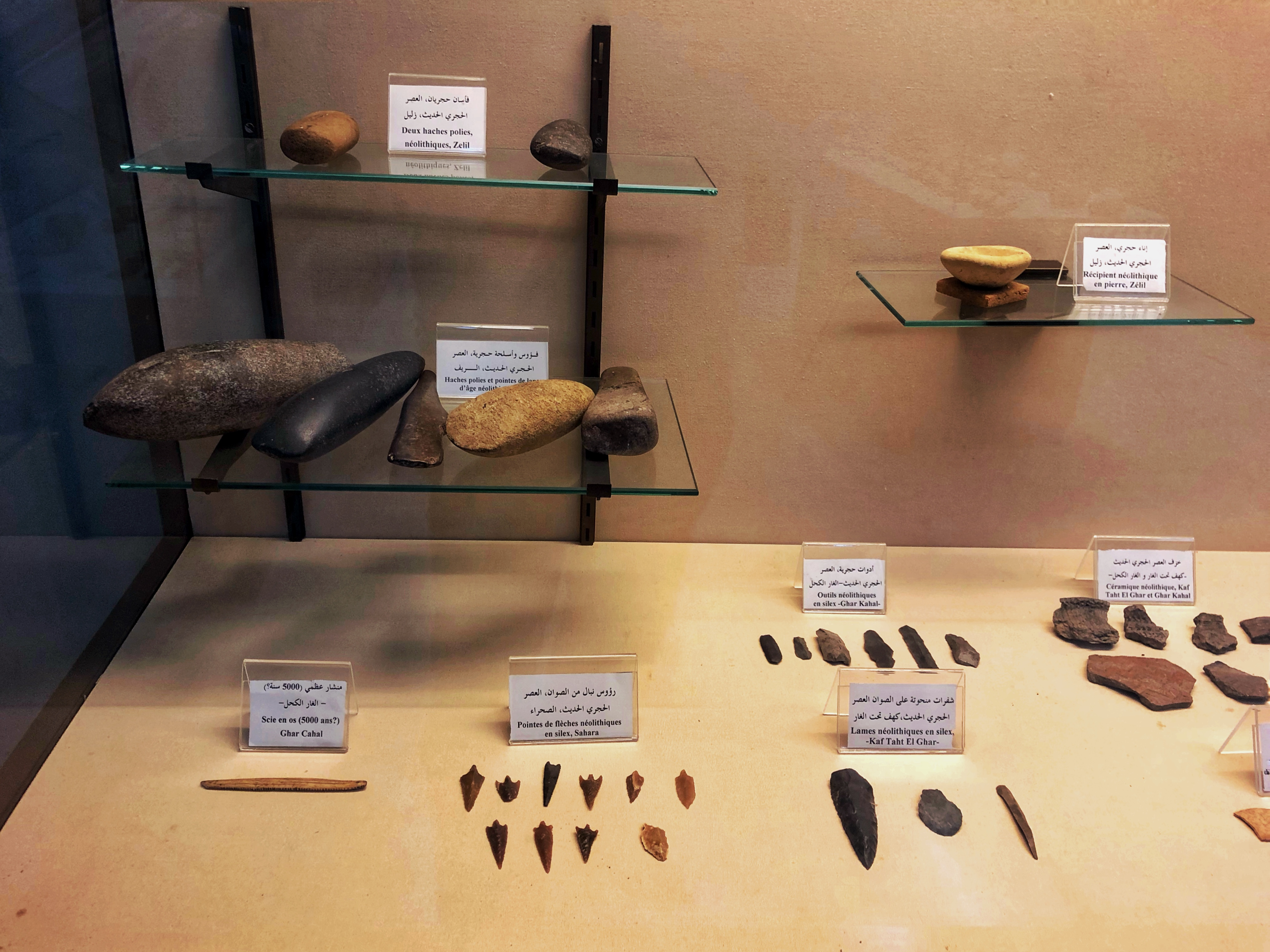
Museo de la Medina de Tetuán.

La ciudad antigua, o Medina de Tetuán, fue declarada Patrimonio de la Humanidad por la Unesco y se emprendieron importantes tareas de restauración en las que participó la Junta de Andalucía, habida cuenta del origen andalusí de gran parte del casco viejo. Desde 1999, ha sido la principal residencia veraniega del monarca marroquí Mohamed VI, que cuenta con una mansión en la cercana playa de Rincón.

## Demografía
La provincia o wilaya de Tetuán tiene 550 374 habitantes y la ciudad alrededor de 380 787 habitantes, según el censo de 2014. Es la ciudad con más rasgos andalusíes de Marruecos. Su gentilicio es tetuaní. En árabe el gentilicio habitual es tiṭwānī, fem. tiṭwāniyya, si bien sus habitantes utilizan también el gentilicio tiṭṭāwnī, fem. tiṭṭāwniyya, derivado del antiguo nombre de la población.

## Educación e investigación
- Universidad Abdelmalek Essaadi (pública), clasificada como la mejor universidad marroquí y del norte de África y la 16.ª más visitada en África, según la clasificación de AFRIQUE-DOSSIER, donde cuentan diversas facultades, entre ellas la facultad de literatura y humanidades, la facultad de ciencias económicas y sociales, la facultad de ciencias jurídicas y de derecho, la facultad de ciencias naturales y de ciencias técnicas.
- Escuelas de enseñanza superior públicas y privadas, de bellas artes, enfermería, diseño gráfico, informática, óptica, formación profesional y de lenguas extranjeras.
- Institutos privados y públicos de enseñanza secundaria entre los que destacan el Instituto Español Nuestra Señora del Pilar, el instituto español de formación profesional Juan de la Cierva y el colegio español Jacinto Benavente.
- Colegios y escuelas privadas y públicas.

## Economía

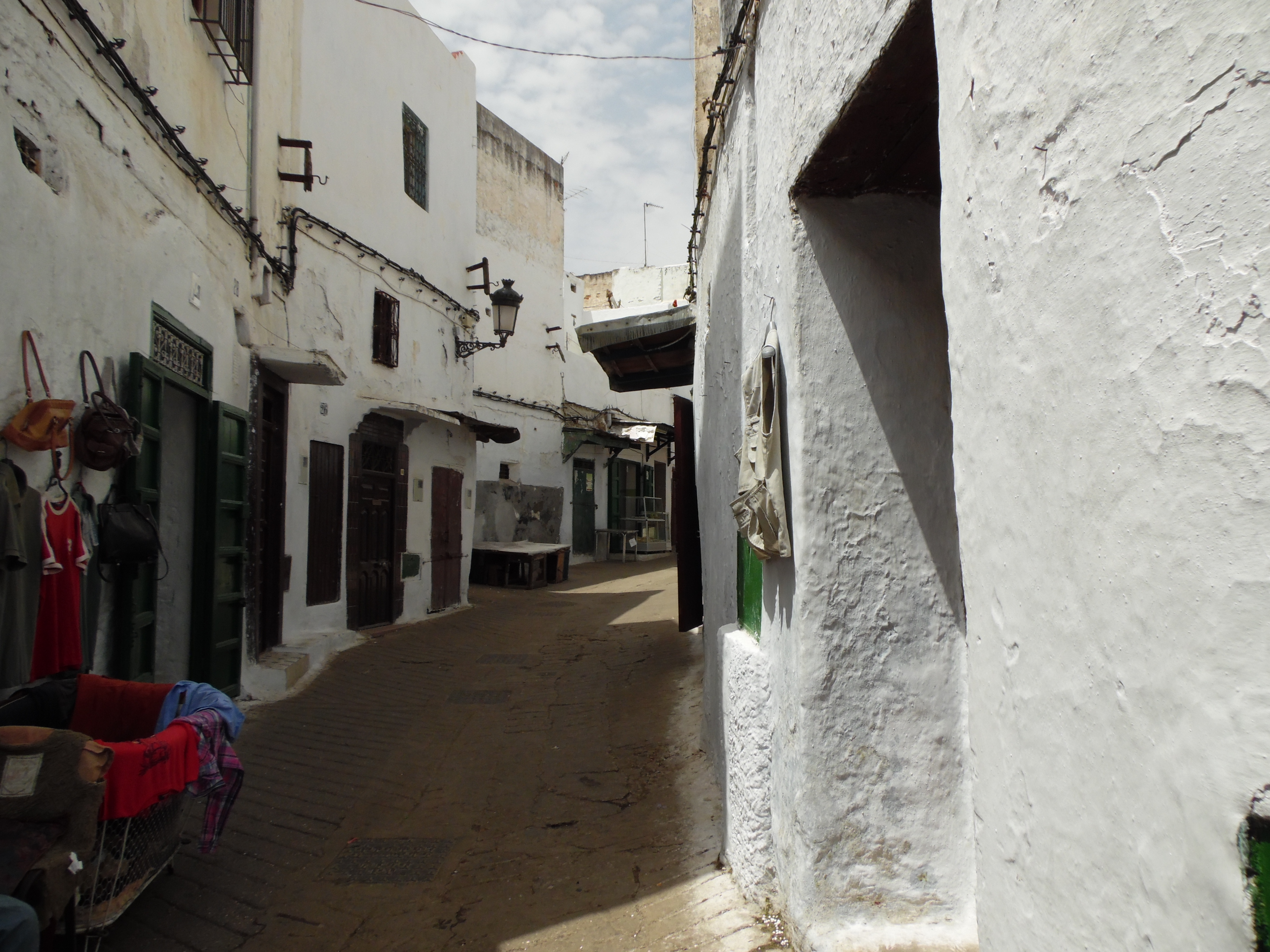
Una calle de la medina de Tetuán, cerca del mercado de los carpinteros

Tetuán está enclavada en una región agrícola, lo que la convierte en el centro comercial de los productos cultivados en la zona como cereales, cítricos, fruta y hortalizas. El resto de la actividad se reparte entre la cría de ganado y la artesanía. Cuenta, además, con establecimientos especializados en la manufactura de productos derivados del tabaco, jabones, fósforos, harina, tejidos y materiales de construcción, aunque las industrias principales son la conservera (pescado), la de las artes gráficas y la producción de muebles.

## Deportes
El Atlético Tetuán es el único equipo de fútbol de África continental que ha jugado en la Primera División española. Fue en la temporada 1951-52, quedó último y su puesto en la clasificación histórica de la primera división española de fútbol es el número 62.
Este equipo fue fundado por el Atlético de Madrid, del que conserva sus rayas rojiblancas verticales. Además, el escudo es muy parecido al del club colchonero, llegando incluso el Atlético Tetuán a haberle rendido en cierta ocasión un homenaje al club madrileño. En sus vitrinas se encuentran más de un centenar de copas, coronadas con dos campeonatos de liga 2011-2012 y 2013-2014.

## Festivales
- Festival Internacional del Cine Mediterráneo de Tetuán
- Festival del Teatro de Tetuán
- Festival Internacional de Laúd de Tetuán
- Festival Internacional del Cómic
- Festival Nacional Voix de femmes (Voces femeninas)
- Festival Nacional de Marionetas
- Festival Nacional de la Música Andalusí

## En las artes y la cultura popular

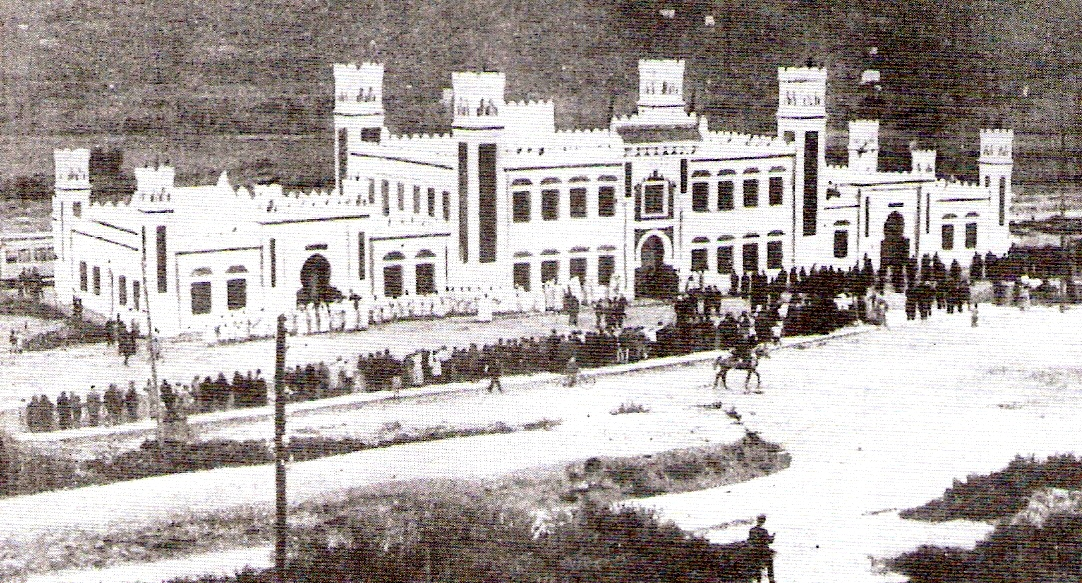
Antigua estación de Tetuán (1918) del ferrocarril Ceuta-Tetuán, actualmente Museo de Arte Contemporáneo.

Tetuán ha sido objeto de inspiración para muchos artistas. En esta ciudad se ambientan las novelas Judería de Tetuán, de Mohamed Sibari, y Las inocentes oquedades de Tetuán, de Mohamed Bouissef Rekab. Volver a Tetuán es un poemario del escritor Abderrahman El Fathi que agrupa vivencias y sentimientos en torno a la ciudad. El pintor Francisco Puertas plasmó en sus vivas pinturas escenas costumbristas de la Tetuán de 1940.
Tetuán es uno de los principales escenarios de la novela El tiempo entre costuras de la escritora María Dueñas. La adaptación de la novela a la televisión, de la productora Boomerang TV para la cadena Antena 3, se filmó en la Medina de Tetuán y en otros sitios históricos de la ciudad.

## Hermanamientos
- Barbate (España)[cita requerida]
- Barcelona (España)[cita requerida]
- Granada (España)[27]
- Píñar (España)[28]
- Santa Fe (Argentina)[29]